# Castelinho (Erechim)
Castelinho é um edifício localizado no centro do município de Erechim, no estado do Rio Grande do Sul. Construído entre os anos de 1912 e 1915, é uma atração turística municipal, por ser o primeiro edifício público do município. Tombado como patrimônio histórico e cultural do Estado do Rio Grande do Sul em 1992 e doado ao município de Erechim em 1998.

## História
Representa um importante testemunho da política imigratória implementada no Governo Borges de Medeiros no início do século XX.
O projeto de construção foi contratado pelo Sr. Guilherme Franzmann e executado pelo Sr. Germano Müssig, entre 1912 e 1915. A inauguração ocorreu em 20 de abril de 1916, instalando-se a Comissão de Terras, cuja finalidade era a demarcação e venda de lotes rurais e urbanos, instalação de núcleos agrícolas e urbanos, assentamento de imigrantes europeus como agricultores nas novas colônias e  abertura de estradas coloniais. Logo em seus primórdios, atendeu 7412 imigrantes. Em 1923 serviu de hospital para os chimangos(grupo/corrente que apoiavam o governo durante o período regencial e faziam oposição aos farroupilhas) feridos no Combate do Desvio Giaretta.
A madeira (de lei) veio do Município de Getúlio Vargas e as pedras, que constituem os alicerces, vieram das cabeceiras do Rio Dourado. Foram transportadas pelo Sr. Olinto Zambonatto.

## Arquitetura
A construção de cinco pavimentos é a mais antiga construção em madeira de Erechim. Abrigou a sede da Comissão de Terras do Estado, que foi o órgão que projetou e demarcou as ruas e avenidas de Erechim, durante a colonização da região. Pelas fotos não se observa os cinco pavimentos, pois dois deles são subsolos:
- Segundo subsolo: possui área de 104,26 metros quadrados, piso de cerâmica, basalto e cimento alisado, equipado com sanitários. Construído em concreto.
- Primeiro subsolo: possui área de 297,61 metros quadrados, já o piso é de cerâmica, granito e assoalho de madeira, também equipado com sanitários. Construído em concreto.
- Térreo: possui 296,31 metros quadrados, construído em madeira com assoalho e forro de madeira.
- Segundo pavimento: possui 181,97 metros quadrados, construído em madeira com assoalho de madeira, piso de cerâmica  e equipado com sanitários.
- Ático: possui 23,98 metros quadrados, construído em madeira com assoalho de madeira.

Está construído em uma área total de 904,13  metros quadrados.
Os lambrequins, elementos decorativos de madeira de acabamento nos beirais, apresentam desenho requintado.

## Restauração
Em março de 2021 foi apresentado pela  Secretaria de Cultura, Esporte e Turismo de Erechim o plano de ação estratégica para reabertura do castelinho, com o objetivo de retomar o projeto de Plano de Ocupação, desenvolvido entre os anos de 2018 e 2019. Neste plano consta também o plano de restauro e gestão. Está fechado desde 2013 e teve todos os protocolos de restauração e ocupação atualizados pela equipe técnica que dará continuidade ao Plano de Ocupação.